# Erik Rålamb
Claes Erik E:son Rålamb, född 11 juni 1868 på Granhammar, Västra Ryds församling, Uppsala län, död 18 november 1940 på Länna herrgård, Södermanland, var en svensk friherre, överhovjägmästare, målare och skulptör.

## Biografi
Rålamb studerade vid Konstakademien 1886–1889 och fortsatte därefter sina studier för Léon Bonnat, Fernand Cormon och François Flameng i Paris 1889–1895 samt under studieresor till Italien och Nordafrika. I Paris umgicks han i kamratkretsen kring Werner Åkerman, Gunnar Åberg och Anshelm Schultzberg. Han medverkade i den stora konstutställningen i Göteborg 1891 och i några samlingsutställningar arrangerade av Sveriges allmänna konstförening. Hans bild- och skulpturkonst består av djurmotiv med hästar som en specialitet.
Han blev kammarherre hos kronprinsessan Victoria 1899 och hovmarskalk hos kronprins Gustaf Adolf 1908–1915. Åren 1915–1930 var han förste hovmarskalk och därefter överhovjägmästare fram till sin död.
Erik Rålamb var son till godsägaren Erik Rålamb och Ottilia Adelborg samt från 1896 gift med Louise Tamm. Han var vidare bror till Sigfrid och Stig Rålamb.

## Utmärkelser

### Svenska utmärkelser
- Konung Oscar II:s och Drottning Sofias guldbröllopsminnestecken, 1907.[5]
- Konung Gustaf V:s jubileumsminnestecken med anledning av 70-årsdagen, 1928.[6]
- Kronprins Gustafs och Kronprinsessan Victorias silverbröllopsmedalj, 1906.[5]
- Kommendör med stora korset av Nordstjärneorden, 6 juni 1921.[7]
- Kommendör av första klassen av Nordstjärneorden, 30 september 1914.[8]
- Kommendör med stora korset av Vasaorden, 6 juni 1932.[9]
- Riddare av första klassen av Vasaorden, 1904.[10]

### Utländska utmärkelser
- Storkorset av Belgiska Kronorden, tidigast 1921 och senast 1925.[11][12]
- Storkorset av Danska Dannebrogorden, tidigast 1915 och senast 1918.[5][13]
- Kommendör av första graden av Danska Dannebrogorden, senast 1915.[5]
- Storkorset av Finlands Vita Ros’ orden, 1919.[14]
- Storkorset av Lettiska Tre Stjärnors orden, tidigast 1928 och senast 1931.[6][15]
- Storkorset av Nederländska Oranienhusorden, tidigast 1921 och senast 1925.[11][12]
- Storkorset av Nederländska Oranien-Nassauorden, tidigast 1921 och senast 1925.[11][12]
- Storkorset av Norska Sankt Olavs orden, tidigast 1918 och senast 1921.[11][13]
- Storkorset av Polska Polonia Restituta, tidigast 1921 och senast 1925.[11][12]
- Riddare av första klassen av Ryska Sankt Stanislausorden, senast 1915.[5]
- Storkorset av Spanska Karl III:s orden, tidigast 1925 och senast 1928.[12][15]
- Storkorset av Spanska Isabella den katolskas orden, senast 1915.[5]
- Storkorset av Brittiska Victoriaorden, tidigast 1921 och senast 1925.[11][12]
- Kommendör av Brittiska Victoriaorden, senast 1915.[5]
- Storofficer av Franska Hederslegionen, tidigast 1925 och senast 1928.[12][15]
- Officer av Franska Hederslegionen, senast 1915.[5]
- Storofficer av Italienska Sankt Mauritius- och Lazarusorden, senast 1915.[5]
- Kommendör av första klassen av Badiska Zähringer Löwenorden, senast 1915.[5]
- Kommendör av första klassen av Oldenburgska hus- och förtjänstorden, senast 1915.[5]
- Riddare av andra klassen med kraschan av Preussiska Röda örns orden, senast 1915.[5]
- Andra klassen Osmanska rikets Meschidie-orden, senast 1915.[5]
- Kommendör av andra klassen av Badiska Berthold I av Zähringens orden, senast 1915.[5]
- Kommendör av Grekiska Frälsarens orden, senast 1915.[5]
- Kommendör av Italienska kronorden, senast 1915.[5]